# Diocophora longichaeta
Diocophora longichaeta är en tvåvingeart som beskrevs av Ronald Henry Lambert Disney 2007. Diocophora longichaeta ingår i släktet Diocophora och familjen puckelflugor.
Artens utbredningsområde är Panama. Inga underarter finns listade i Catalogue of Life.